# Manganov dioksid
Manganov dioksid s sistematičnim imenom manganov(IV) oksid, znan tudi kot rjavi manganovec,  je anorganska spojina s kemijsko formulo MnO2. Je črne ali temno rjave barve. V naravi ga najdemo v mineralih piroluzitu, polianitu in psilomelanu. Najpogostejši je piroluzit, ki je glavna manganova ruda in komponenta manganovih nodulov. 
Največ manganovega dioksida se porabi za proizvodnjo (predvsem alkalnih) baterij, kot pigment, barvilo za vijolično steklo in surovina za druge manganove spojine, na primer kalijev permanganat (KMnO4). V organskih sintezah se uporablja kot reagent, na primer za oksidacijo alil alkoholov. 
Pri segrevanju razpade na manganov(II) oksid (MnO) in kisik (O2).

## Zgradba
Manganov dioksid obstaja v več polimorfnih oblikah in hidrirani obliki. Podobno kot drugi kovinski dioksidi kristalizira v rutilni (tetragonalni) kristalni mreži (polimorf β-MnO2) s trojno koordiniranim oksidom in oktaedričnimi kovinskimi središči. Zanj je značilna tudi nestehiometričnost zaradi pomanjkanja kisika. Poznavanje zapletene kemije trdnega stanja manganovega dioksida je pomembno na primer za pripravo »svežega« MnO2 v organskih sintezah.

## Proizvodnja
Naravni manganov dioksid (NMD) vsebuje nečistoče in znatno količino manganovega(III) oksida. Za proizvodnjo baterij so zato primerna samo nekatera rudišča, na primer Moanda, Gabon. Zelo čist manganov dioksid zahteva tudi proizvodnja feritov, zato je zelo pomembna proizvodnja sintetskega manganovega dioksida. Slednji se proizvaja po dveh glavnih skupinah postopkov: kemičnih, katerih proizvod je »kemični manganov dioksid« (CMD), in elektrolitskih, katerega proizvod je »elekrolitski manganov dioksid« (EMD). CMD se uporablja predvsem za proizvodnjo feritov, EMD pa za proizvodnjo baterij.

### Kemični manganov dioksid
CMD se lahko proizvaja po štirih postopkih. Osnovna surovina za vse postopke NMD.
Po prvem postopku se  NMD z didušikovim tetroksidom (N2O4) in vodo pretvori v raztopino manganovega(II) nitrata (Mn(NO3)2). Po sušenju ostane trden kristaliničen manganov nitrat, ki pri 400 °C razpade na MnO2 in N2O4. Celoten proces se lahko zapiše z naslednjo enačbo:
MnO2  +  N2O4 {\displaystyle {\overrightarrow {\leftarrow }}}   Mn(NO3)2
Po drugem postopku se NMD reducira s segrevanjem s kurilnim oljem ali premogom. Nastali manganov(II) oksid (MnO) se raztopi v žveplovi kislini (H2SO4), prefiltrira in obdela z amonijevim karbonatom ((NH4)2CO3), da se obori manganov karbonat (MnCO3). Karbonat se nato kalcinira na zraku, pri čemer nastane zmes manganovega(II) in (IV) oksida. Zmes se nato suspendira v žveplovi kislini in obdela z natrijevim kloratom (NaClO3). V suspenziji nastaja klorova kislina (HClO3), ki pretvori ves (II) oksid in (III) oksid v manganov dioksid. Stranski produkt je klor.
V  tretjem (demonstracijskem) postopku, v proces vstopata tekoči manganov(VII) oksid (Mn2O7), ki je zelo močan oksidant, in manganov(II) oksid v razmerju 1:3. Produkt reakcije je manganov dioksid: 
Mn2O7 + 3MnO → 5MnO2
Četrti postopek ni gospodaren in poteka z reakcijo kalijevega permanganata na kristalni manganov sulfat:
2KMnO4 + 3MnSO4•4H2O → 5MnO2 + K2SO4 + 2H2SO4 + 10H2O

### Elektrolitski manganov dioksid
EMD se proizvaja z elektrolizo raztopine manganovega sulfata (MnSO4).

## Reakcije
Najpomembnejše so njegove redoks reakcije, v katerih lahko nastopa kot oksidant ali kot reducent. 

### Redukcija
Manganov dioksid je osnovna surovina za proizvodnjo feromangana in sorodnih zlitin, ki se na široko uporabljajo v jeklarstvu. Ključna faza proizvodnje je redukcija s koksom:
MnO2 + 2 C → Mn + 2 CO
Redukcija MnO2 poteka tudi v primarnih baterijah:
MnO2 + e− + H+ → MnO(OH)
MnO2 katalizira več reakcij, v katerih nastaja kisik. V klasičnem laboratorijskem prikazu se segrevata kalijev klorat (KClO3) im MnO2, pri čemer nastaja kisik. Katalizira tudi razpad vodikovega peroksida v kisik in vodo:
2 H2O2 → 2 H2O + O2
Pri temperaturah nad 530 °C razpade na manganov(III) oksid in kisik:
4 MnO2 → 2Mn2O3 + O2
Pri temperaturah nad 1000 °C nastaja mešani oksid Mn3O4 (MnO·Mn2O3), pri še višjih pa MnO.
Vroča koncentrirana žveplova kislina reducira MnO2 v manganov(II) sufat:
2 MnO2 + 2 H2SO4 → 2 MnSO4 + O2 + 2 H2O
Z reakcijo z vodikovim kloridom je  Carl Wilhelm Scheele leta 1774 odkril klor:
MnO2 + 4 HCl → MnCl2 + Cl2 + 2 H2O
Vodikov klorid je dobil z obdelavo natrijevega klorida (NaCl) s koncentrirano žveplovo kislino.

### Oksidacija
S segrevanjem zmesi kalijevega hidroksida in manganovega dioksida nastane kalijev manganat:
2 MnO2 + 4 KOH + O2 → 2 K2MnO4 + 2 H2O,
ki je osnova za proizvodnjo kalijevega permanganata (KMnO4).

## Uporaba
Največ manganovega dioksida, približno 500.000 ton letno,  se porabi za proizvodnjo primarnih cink-ogljikovih (Leclanchéjevih), cink kloridnih, alkalnih in litijevih baterij. Uporablja se tudi kot anorganski pigment v keramični industriji in industriji stekla.

### Oksidant v organskih sintezah
Manganov dioksid se uporablja kot oksidant v organskih sintezah. Njegova učinkovitost je odvisna od načina priprave, kar je značilno tudi za druge heterogene reagente, pri katerih je poleg splošnih lastnosti pomemben dejavnik tudi njihova površina. Mineral piroluzit je slab reagent, zato se manganov dioksid pripravlja in situ z obdelavo vodne raztopine kalijevega permanganata z manganovo(II) soljo, običajno sulfatom. MnO2 oksidira alkohole na ustrezne aldehide ali ketone:
cis-RCH=CHCH2OH + MnO2 → cis-RCH=CHCHO + MnO + H2O
Konfiguracija dvojne vezi se med reakcijo ohrani. Reakcija poteka tudi z alkoholi s trojno vezjo, čeprav so nastali propargil aldehidi (HC≡C−CHO) lahko precej reaktivni. Primerni substrati so tudi benzilni in neaktivirani alkoholi, na primer 1,2-dioli, ki se razcepijo na dialdehide in diketone. Med druge sinteze, v katerih nastopa manganov dioksid, so na primer oksidacija aminov, aromatizacija, oksidativno pripajanje in oksidacija tiolov.

### Pigment
Manganov dioksid je bil ena od prvih naravnih snovi, ki so jih kot pigment vsaj od srednjega paleolitika   uporabljali človekovi predniki. Sprva so ga uporabljali za poslikavanje teles, kasneje tudi  za poslikavanje jamskih domovanj.

## Nevarnosti
Manganov dioksid lahko na človeški koži pusti madež, če je vlažen ali v heterogeni zmesi, vendar se madež z nekaj drgnenja zlahka spere.